# Music from The Body
Music from The Body (někdy označováno jen jako The Body) je soundtrack k lékařskému dokumentu The Body. Hudbu k filmu složili a nahráli skladatel Ron Geesin a baskytarista skupiny Pink Floyd Roger Waters. Pro Geesina se jednalo o druhé sólové album, zatímco pro Waterse to byl sólový debut. Album vyšlo na podzim 1970 (viz 1970 v hudbě).
Na albu se nachází 22 krátkých, na sebe navazujících skladeb. Část z nich napsal Ron Geesin, zbytek Roger Waters. Geesinovy skladby jsou většinou experimentální a instrumentální, Watersovo dílo tvoří především folkové balady. Pro tento soundtrack byly ve velké míře použity různé zvuky lidského těla (tleskání, dýchání, smích, šeptání, větry atd.) a dále klasické hudební nástroje jako kytara, piano a smyčce. V poslední písni „Give Birth to a Smile“ účinkují jako doprovodní vokalisté i ostatní členové Pink Floyd, ačkoliv nejsou na obalu uvedeni.

## Seznam skladeb
Všechny skladby napsal(i) Ron Geesin, pokud není uvedeno jinak. 
| Strana 1 | Strana 1                               | Strana 1       | Strana 1 |
| Pořadí   | Název                                  | Autor          | Délka    |
| -------- | -------------------------------------- | -------------- | -------- |
| 1.       | Our Song                               | Geesin, Waters | 1:24     |
| 2.       | Sea Shell and Stone                    | Waters         | 2:17     |
| 3.       | Red Stuff Writhe                       |                | 1:11     |
| 4.       | A Gentle Breeze Blew Through Life      |                | 1:19     |
| 5.       | Lick Your Partners                     |                | 0:35     |
| 6.       | Bridge Passage for Three Plastic Teeth |                | 0:35     |
| 7.       | Chain of Life                          | Waters         | 3:59     |
| 8.       | The Womb Bit                           | Geesin, Waters | 2:06     |
| 9.       | Embryo Thought                         |                | 0:39     |
| 10.      | March Past of the Embryos              |                | 1:08     |
| 11.      | More Than Seven Dwarfs in Penis-Land   |                | 2:03     |
| 12.      | Dance of the Red Corpuscles            |                | 2:04     |

| Strana 2       | Strana 2                        | Strana 2       | Strana 2 |
| Pořadí         | Název                           | Autor          | Délka    |
| -------------- | ------------------------------- | -------------- | -------- |
| 1.             | Body Transport                  | Geesin, Waters | 3:16     |
| 2.             | Hand Dance – Full Evening Dress |                | 1:01     |
| 3.             | Breathe                         | Waters         | 2:53     |
| 4.             | Old Folks Ascension             |                | 3:47     |
| 5.             | Bed-Time-Dream-Clime            |                | 2:02     |
| 6.             | Piddle in Perspex               |                | 0:57     |
| 7.             | Embryonic Womb-Walk             |                | 1:14     |
| 8.             | Mrs. Throat Goes Walking        |                | 2:05     |
| 9.             | Sea Shell and Soft Stone        | Geesin, Waters | 2:05     |
| 10.            | Give Birth to a Smile           | Waters         | 2:49     |
| Celková délka: | Celková délka:                  | Celková délka: | 41:28    |

## Obsazení
- Ron Geesin, Roger Waters – všechny hudební nástroje, zvuky a zpěv
- David Gilmour, Rick Wright, Nick Mason – hudební nástroje a vokály (22)